# John Marco Allegro
John Marco Allegro (ur. 17 lutego 1923 w Londynie, zm. 17 lutego 1988) – brytyjski historyk religii, badacz zwojów znad Morza Martwego, w tym Miedzianego Zwoju.
Absolwent orientalistyki na University of Manchester. W 1953 brał udział w badaniach nowo odkrytych zwojów nad Morzem Martwym. Autor książek, m.in. The Dead Sea Scrolls (1956), The Treasure of the Copper Scroll (1960), The Sacred Mushroom and the Cross (1970) oraz The Dead Sea Scrolls and the Christian Myth (1979). Jest autorem oryginalnej koncepcji głoszącej, jakoby judaizm i chrześcijaństwo wywodziły się z kultu płodności, a przeżycia religijne opisane w Biblii następowały po spożyciu grzybów i innych środków halucynogennych. Po opublikowaniu The Sacred Mushroom and the Cross (co można przetłumaczyć jako Święty grzyb i krzyż) spotkał się z ostracyzmem środowiska historyków religii, z drugiej strony zyskał liczne grono wiernych fanów.